# Zosterops cinereus
El anteojitos cenizo (Zosterops cinereus) es una especie de ave paseriforme de la familia Zosteropidae endémica de la isla de Kosrae, en el este de las islas Carolinas, en la Micronesia. Anteriormente se consideraba conespecífico del anteojitos de Ponapé.

## Distribución y hábitat
El anteojitos cenizo se encuentra únicamente en la isla de Kosrae, en el Pacífico occidental y perteneciente a los Estados Federados de Micronesia. Su hábitat natural son los bosques húmedos tropicales isleños.